# انتقال کناری
انتقال کناری (انگلیسی: Sideloading) فرایند انتقال فایل‌ها بین دو دستگاه محلی، به ویژه بین یک رایانهٔ شخصی و یک دستگاه تلفن همراه مانند تلفن همراه، تلفن هوشمند، PDA، تبلت، پخش‌کنندهٔ رسانهٔ قابل حمل یا کتابخوان الکترونیکی را توصیف می‌کند.
انتقال کناری معمولاً به انتقال فایل رسانه‌ای به دستگاه تلفن همراه از طریق یواس‌بی، بلوتوث، وای-فای یا نوشتن روی کارت حافظه برای قرار دادن در دستگاه تلفن همراه اشاره دارد، اما در مورد انتقال برنامه‌ها از منابع وب که توسط فروشنده تأیید نشده‌اند نیز اعمال می‌شود.
هنگامی که به برنامه‌های اندروید اشاره می‌شود، انتقال کناری معمولاً به معنای نصب یک بسته برنامه اندروید با فرمت APK بر روی دستگاه اندروید اشاره دارد. چنین بسته‌هایی معمولاً از وب‌سایت‌هایی غیر از فروشگاه رسمی برنامهٔ گوگل پلی دانلود می‌شوند. برای کاربران اندروید، بارگذاری جانبی برنامه‌ها تنها در صورتی امکان‌پذیر است که کاربر «منابع ناشناس» را در تنظیمات امنیتی خود مجاز کرده باشد.
هنگامی که به برنامه‌های آی‌اواس اشاره می‌شود، انتقال کناری به معنای نصب یک برنامه با فرمت IPA بر روی دستگاه اپل است، معمولاً از طریق استفاده از یک برنامهٔ رایانه‌ای مانند سیدیا، ایمپکتور یا اکس‌کد، روی دستگاه واقعی با استفاده جیل‌بریک یا با استفاده از خدمات امضا به جای دریافت از طریق فروشگاه اپل استور است. در نسخه‌های مدرن آی‌اواس، منابع برنامه‌ها باید هم توسط اپل و هم کاربر در «مدیریت پروفایل‌ها و دستگاه» در تنظیمات، مورد اعتماد باشند. به جز زمانی که از روش‌های جیلبریک برای بارگذاری برنامه‌ها استفاده می‌کنید. بارگذاری جانبی توسط اپل به جز برای آزمایش داخلی و توسعهٔ برنامه‌ها با استفاده از SDKهای رسمی مجاز نیست.

## مزایا
انتقال کناری در مقایسه با سایر روش‌های ارائهٔ محتوا به دستگاه‌های تلفن همراه دارای چندین مزیت است:
- هیچ هزینهٔ دادهٔ بی‌سیم وجود ندارد.
- محتوا را می‌توان برای هر دستگاه تلفن همراه بهینه کرد. از آنجایی که هیچ محدودیتی در شبکهٔ تلفن همراه وجود ندارد، می‌توان محتوا را برای هر دستگاه تنظیم کرد. این برای پخش ویدئو مهم‌تر است، جایی که کمترین مخرج مشترک اغلب یک عامل محدودکننده در شبکه‌های بی‌سیم است.
- هیچ محدودیت جغرافیایی برای تحویل محتوا برای بارگذاری جانبی وجود ندارد، همان‌طور که در پوشش محدود شبکه‌های بی‌سیم ضمنی است.
- هیچ محدودیتی برای این‌که چه محتوایی را می‌توان جانبی بارگذاری کرد وجود ندارد. کاربران می‌توانند ویدئو، کتاب‌های الکترونیکی، یا نرم‌افزارهایی را که در کشورشان محدود یا ممنوع شده‌اند، از جمله مطالبی که عقاید غیرمحبوب یا غیرقانونی و هرزنگاری را بیان می‌کنند، کنار بگذارند.
- محتوا مستقیم پخش نمی‌شود و می‌تواند به‌طور دائم در دستگاه تلفن همراه ذخیره شود. می‌توان به راحتی به آن گوش داد یا تماشا کرد.
- انتقال کناری یک مکانیسم عالی برای بازاریابی مجاورتی است.
- محتوایی که از فروشگاه آنلاین حذف می‌شود، به‌عنوان مثال، به‌دلیل نقض‌های مجوز با تأخیر کشف شده، همچنان می‌تواند در دستگاه تلفن همراه نصب شود.

## معایب
بارگذاری جانبی معایبی نیز دارد:
- به دلیل محدودیت فضای ذخیره‌سازی، گاهی رسانه‌های جاری به دانلود ترجیح داده می‌شوند. ارائه‌دهندگان محتوا به دلیل از دست دادن کنترل بر روی آن، محتوای موجود برای بارگیری و بارگذاری جانبی را محدود می‌کنند.
- تنوع بسیار زیادی در قابلیت عملکرد دستگاه‌های تلفن همراه وجود دارد که می‌توانند از بارگذاری جانبی استفاده کنند، از تلفن‌های همراه ساده با پخش ویدیوی محدود گرفته تا پخش‌کننده‌های رسانه‌ای قابل حمل پیشرفته. ممکن است امکان پخش وجود نداشته باشد مگر این‌که فایل صوتی/تصویری با در نظر گرفتن دستگاه مورد نظر رمزگذاری شده باشد.
- برخی از اپراتورهای شبکهٔ سیار (به ویژه ورایزن وایرلس) نیاز دارند که سازندگان گوشی، قابلیت‌های بار جانبی دستگاه‌ها را در شبکه‌های خود به عنوان نوعی قفل فروشنده محدود کنند. این معمولاً منجر به از دست دادن یواس‌بی و بلوتوث به عنوان گزینه‌های بار جانبی می‌شود (اگرچه انتقال کارت حافظه هنوز در دسترس است).[۴]